# Condé-Northen
Condé-Northen – miejscowość i gmina we Francji, w regionie Grand Est, w departamencie Mozela.

## Zaludnienie
Według danych na rok 1990 gminę zamieszkiwało 507 osób, a gęstość zaludnienia wynosiła 46 osób/km² (wśród 2335 gmin Lotaryngii Condé-Northen plasuje się na 589. miejscu pod względem liczby ludności, natomiast pod względem powierzchni na miejscu 534.).